# Antonio Mantovani (serial killer)
Antonio Mantovani (Trevenzuolo, 1957 – Saluzzo, 28 marzo 2003) è stato un serial killer italiano, condannato all'ergastolo per l'omicidio di due donne nel 1997.

## Biografia
Mantovani nacque nel 1957 a Trevenzuolo, in provincia di Verona. Ebbe un'infanzia molto difficile segnata dal pessimo rapporto con la madre, che nel 1964 si rifiutò di occuparsi di lui e lo fece chiudere in un collegio. Fin da subito Mantovani cominciò a manifestare un comportamento collerico e instabile, insieme a delle malsane pulsioni sessuali che, all'età di 14 anni, lo spinsero a tentare uno stupro ai danni di una bambina di soli tre anni. Con il passare del tempo Mantovani sviluppò una personalità sempre più pericolosa e disturbata, e nel 1979 fu arrestato dopo una tentata violenza sessuale ai danni della moglie di un suo amico. Mantovani, però, venne giudicato infermo di mente e quindi non imputabile. Cominciò a fare uso di sostanze stupefacenti. Commise numerose rapine in tutta Milano con armi che deteneva irregolarmente. Negli anni '80 trovò lavoro come facchino a Sesto San Giovanni.

### Il primo omicidio e il carcere fino al 1996
La mattina del 12 febbraio 1983 venne rinvenuto il cadavere nudo di una donna in un canale a Lucino. Il corpo venne subito identificato come appartenente a Carla Zacchi, impiegata di 26 anni, che era stata percossa e strangolata la sera prima.
Le indagini rivelarono che alcuni giorni prima Raffaele Colaianni, marito della vittima e amico di vecchia data di Mantovani, era uscito per una cena con amici lasciando la moglie in casa da sola. La Zacchi fu attirata fuori da Mantovani con una scusa e una volta da solo con la donna, cominciò a farle delle avances sessuali che però lei rifiutò categoricamente. A questo rifiuto, Mantovani si infuriò e strangolò a morte la donna dopo averla percossa violentemente, poi gettò il suo corpo in un canale. A quella cena a cui partecipò Colaianni l'unico a mancare era proprio Mantovani, inoltre alcuni testimoni dissero di aver visto quest'ultimo con evidenti ferite alle mani. Tutto questo, insieme all'atteggiamento sospetto di Mantovani, portò al suo arresto pochi giorni dopo. Il 5 dicembre 1985 fu condannato a 29 anni e 2 mesi di reclusione, da scontare nel carcere milanese di Opera.
Durante la carcerazione, Mantovani diede l'impressione di essere cambiato e di poter essere gradualmente reinserito nella società. Gli psichiatri che lo ebbero in cura reputarono positivo il percorso di riabilitazione intrapreso in quegli anni da Mantovani, che tuttavia aveva conservato la sua aggressività esplosiva e una forte frustrazione sessuale. Nel 1996, dopo 13 anni di reclusione, il Tribunale di Sorveglianza di Milano gli concesse la semilibertà dopo aver ascoltato il parere positivo del carcere di Opera e delle due perizie psichiatriche a carico dell'uomo. Mantovani affittò una stanza a Milano e trovò lavoro presso un'azienda informatica, dove passa tutto il giorno prima di tornare in carcere per dormire. 

La Fiat Panda, parcheggiata in viale Monza a Milano, nel cui bagagliaio venne rinvenuto il cadavere di Dora Vendola, 31 ottobre 1996.

Il 31 ottobre 1996 venne uccisa la detenuta in semilibertà Dora Vendola, per il cui omicidio Antonio Mantovani fu subito accusato. La vittima, strangolata con un laccio nella sua auto a Milano, conosceva Mantovani che per molto tempo rimase il sospettato numero uno a causa di forti indizi. Uno di questo è il fatto che quel 31 ottobre, il computer con il quale lavorava Mantovani rimase spento per tre ore. Inoltre, Mantovani ammise che la Vendola aveva rifiutato un suo approccio sessuale ma negò di averla uccisa. Seppur fortemente sospettato, a Mantovani non venne tolta la semilibertà poiché gli inquirenti ritennero attendibile la sua versione.

### Gli omicidi del 1997 e l'arresto
La sera del 7 marzo 1997 Simona Carnevale, parrucchiera di 26 anni, uscì dal suo negozio di Milano in via Palmanova 56 e sparì nel nulla. Fece la sua ultima telefonata alla sorella, a cui disse che quella sera sarebbe rientrata più tardi. Di Simona Carnevale non si ebbero più notizie fino al 1° marzo 1999, giorno in cui alla trasmissione Chi l'ha visto? arrivò una lettera anonima dove si parlava di una "aggressione ai danni di Simona in metropolitana". Il 1º giugno dello stesso anno il GIP di Milano emise un ordine di custodia cautelare nei confronti di Mantovani, che la sera del delitto non era in carcere. Carlo Fermi, compagno di cella di Mantovani, disse che quella sera l'uomo era rientrato in cella agitato e che gli aveva confessato di aver ucciso una ragazza, mostrandogli anche il cadavere nel bagagliaio della sua macchina. Da quanto emerso dalla testimonianza di Fermi, Mantovani già conosceva la vittima poiché questa aveva il suo negozio proprio accanto al bar dove Mantovani doveva recarsi per la pausa pranzo. Il cadavere di Simona Carnevale non fu mai ritrovato.
Il 2 giugno 1997, in via Santa Teresa, vennero invece rinvenuti i resti carbonizzati di Cesarina De Donato, 60 anni, moglie del fratello di Carlo Fermi e proprietaria dell'appartamento che Mantovani aveva preso in affitto. Il corpo della donna era circondato da venti bambole e diversi profumi, ed era steso sul suo letto con due sacchetti di plastica in testa. Questo portò gli inquirenti a credere che il killer avesse inscenato un suicidio della vittima. Durante le indagini, Mantovani venne ritenuto colpevole della morte sia di Simona Carnevale sia di Cesarina De Donato, e dopo una breve latitanza fu arrestato a Clusone il 28 gennaio 1998. Dichiarò di essere stato incastrato per l'omicidio di Dora Vendola, e che degli spacciatori albanesi l'avevano torturato per un debito.

### Processo e morte
Il 12 novembre 2001 Mantovani fu condannato all'ergastolo per i delitti del 1997, nonostante non abbia mai confessato i suoi omicidi e si sia sempre disperatamente dichiarato innocente. La sentenza venne confermata sia in appello che in Cassazione, e Mantovani morì poco dopo impiccandosi nel carcere di Saluzzo il 28 marzo 2003.